# Cầu Jamsil
Cầu Jamsil bắt qua Sông Hán ở Hàn Quốc và nối hai quận Songpa-gu và Gwangjin-gu. Cây cầu được hoàn thành vào năm 1972. Nó là cây cầu thứ 6 xây dựng trên sông Hán.